# Sabine Sinjen
Sabine Sinjen (Itzehoe, 18 agosto 1942 – Berlino, 18 maggio 1995) è stata un'attrice tedesca.

## Filmografia parziale

### Cinema
- Le precoci (Die Frühreifen), regia di Josef von Báky (1957)
- L'angelo sporco (Schmutziger Engel), regia di Alfred Vohrer (1958)
- Ragazze in uniforme (Mädchen in Uniform), regia di Géza von Radványi (1958)
- Sissi e il granduca (Alt Heidelberg), regia di Ernst Marischka (1959)
- Das Glas Wasser, regia di Helmut Käutner (1960)
- Stefanie in Rio, regia di Curtis Bernhardt (1960)
- Il re di Roma - Aquila imperiale (Napoléon II, l'aiglon), regia di Claude Boissol (1961)
- In famiglia si spara (Les tontons flingueurs), regia di Georges Lautner (1963)
- Agguato sul grande fiume (Die Flußpiraten vom Mississippi), regia di Jürgen Roland (1963)
- Es, regia di Ulrich Schamoni (1966)
- Anno per anno (Alle Jahre wieder), regia di Ulrich Schamoni (1967)
- Caspar David Friedrich – Grenzen der Zeit, regia di Peter Schamoni (1986)

### Televisione
- Alle meine Tiere - serie TV, 6 episodi (1962-1963)
- Der Kaufmann von Venedig, regia di Otto Schenk - film TV (1968)
- Tatort - serie TV, 3 episodi (1971-1983)

## Libri
- (DE) Schauspielerin. Aufzeichnungen aus meinem Leben, Bergisch Gladbach, Lübbe, 1995, ISBN 3785708149.